# Taktstock

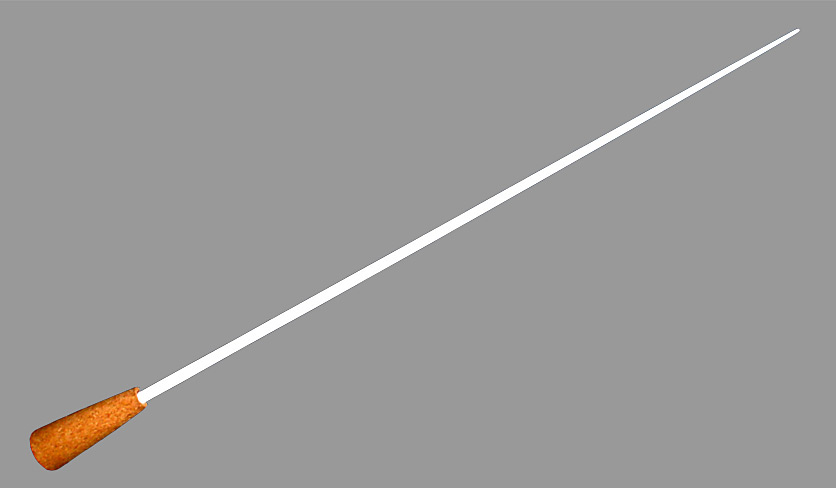
Ein moderner Taktstock aus weiß lackiertem Holz mit Korkgriff

Ein Taktstock, auch Dirigentenstab, ist ein Stab, mit dessen Hilfe der Dirigent einem musizierenden Ensemble den Takt anzeigt, Einsätze gibt sowie Betonungen und musikalische Bewegungen verdeutlicht.
Auch Tambourmajore verwenden einen Stab zum Dirigieren. Dieser Stab ist wesentlich größer (ca. 90–130 cm) und wird nicht als Taktstock bezeichnet, sondern als Tambourstab, Stab oder Küs.

## Form, Material, Farbe
Der Taktstock ist ein dünner runder Stab, der zur Spitze hin schmaler wird und an dessen dickerem Ende zumeist ein Griff befestigt ist. Der Durchmesser des Stabs beträgt am Griffansatz ca. 4 mm, an der Spitze ca. 2 mm. Die Länge des Taktstocks liegt meist in einem Bereich von 35 bis 46 cm. Ein Anhaltspunkt für die „ideale“ Länge des Taktstocks (ohne Griff) ist die Entfernung zwischen Ellenbeuge und dem Fingeransatz des Mittelfingers der Dirigierhand. Aber auch persönliche Vorlieben und die Größe des Orchesters spielen eine Rolle. Hartmut Haenchen berichtete, dass er beim Dirigieren eines Kammerorchesters einen 40 Zentimeter langen Taktstock als unangemessen groß empfindet.
Der Griff kann verschieden geformt sein, etwa oval, kugelförmig, zylindrisch oder in der Form eines Kegelstumpfs (siehe Bild oben). Manche Taktstöcke haben keinen Griff, bei ihnen wurde das Holz des Taktstocks nur beim Schliff etwas dicker belassen.

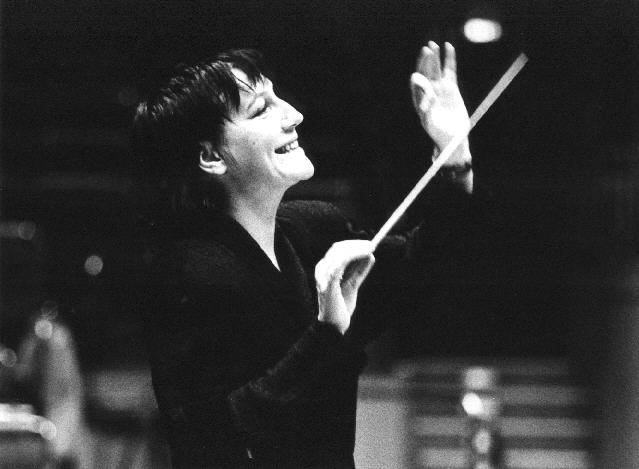
Dirigentin mit Taktstock. In der dunklen Umgebung ist der helle Taktstock für die Musiker gut erkennbar.

Für Taktstöcke werden verschiedene Materialien verwendet, in erster Linie Holz, Fiberglas oder Carbon (d. h. Kohlenstofffasern). Die modernen Materialien Fiberglas und Carbon sind äußerst stabil. Früher wurden Taktstöcke auch aus Elfenbein gefertigt. Der Griff besteht meistens aus Kork oder Holz. Griffe aus Kork haben abgesehen vom geringen Gewicht den Vorzug, dass sie Feuchtigkeit von den Fingern aufnehmen können. Die leichtesten Taktstöcke wiegen nur 4 Gramm, schwerere Modelle wiegen 20 bis 30 Gramm.
Der Taktstock ist in der Regel hell oder weiß. Die helle Farbe hebt ihn optisch von dem meist schwarz gekleideten Dirigenten ab und macht die Bewegungen des Dirigenten insbesondere in einer dunklen Umgebung (z. B. Orchestergraben) besser sichtbar. Neben der klassischen weißen Farbe werden auch Signalfarben (rot oder grün) auf Taktstöcken verwendet.
Für besondere Einsatzgebiete kann der Taktstock mit einem nachleuchtenden Material versehen sein, ähnlich den Zeigern und Markierungen einer Armbanduhr. Auch gibt es Taktstöcke mit einer Lichtquelle (meist eine LED) an der Spitze und der Stromversorgung im Griff. Hartmut Haenchen ließ sich von der Requisitenabteilung der Oper in Amsterdam einen Taktstock mit elektrisch beleuchteter Spitze bauen, weil er sich wünschte, den Anfang der Wagner-Oper Das Rheingold in völliger Dunkelheit dirigieren zu können. Haenchen glaubt, dass es zuvor keinen solchen beleuchteten Taktstock gab.
Der Taktstock ist nicht selten nach den Wünschen des Besitzers gefertigt und kann ein Zeichen des Besitzers tragen. Für den Dirigenten hat dieses persönliche Arbeitsgerät eine vergleichbare Bedeutung wie das Instrument für den Musiker.

## Funktion
Mit Hilfe des Taktstocks ist ein Dirigent in der Lage, insbesondere kleine Bewegungen über eine größere Distanz sichtbar zu machen. Riccardo Chailly erklärte dazu: „Wenn ich mit meiner Hand eine Bewegung ohne Taktstock mache, ist das aus einer Entfernung von 20, 30 Metern eine sehr kleine Bewegung. Wenn ich mit dem Taktstock in der Hand exakt dieselbe Bewegung mache, verstärkt die Spitze des Taktstocks die Sichtbarkeit dieser Bewegung um fast 50 Prozent.“ Die Verlängerung des Arms durch den Taktstock hat zur Folge, dass ein Dirigent mit Taktstock kleinere Armbewegungen machen kann als ohne Taktstock. Dadurch kann er auf Dauer auch Kraft sparen.
Ein Dirigent mit Taktstock kann zeitweise sogar auf Armbewegungen weitgehend verzichten und den Taktstock hauptsächlich mit dem Handgelenk bewegen. Hartmut Haenchen sagte zu diesem Dirigieren „aus dem Handgelenk“, es gebe viele Musikwerke, bei denen es völlig ausreiche, „wenn man sich so zurücknimmt und wirklich nur noch die notwendigsten Informationen gibt“. Das sei sogar möglich, wenn das Orchester fortissimo spielen soll. Denn die Gestaltungskraft des Orchesters sei durch die Probenarbeit so gereift, dass der Dirigent keine „Forderungszeichen“, sondern nur noch „Erinnerungszeichen“ geben müsse.
Beim Dirigieren in Opernhäusern ist ein Taktstock aufgrund der schlechten Lichtverhältnisse im Orchestergraben fast immer notwendig.

## Geschichte

### Vorläufer
Vor der Erfindung des Taktstocks wurden beim Dirigieren diverse Gegenstände als Verlängerung der Hand verwendet, beispielsweise ein Geigenbogen oder eine Papierrolle; oder es wurde nur mit den Händen dirigiert.
Der früheste Nachweis in der Literatur für die Verwendung eines Stabs beim Dirigieren scheint ein Bericht des Bologneser Patriziers Ercole Bottrigari zu sein. Er beschreibt ein Konzert in Ferrara Ende des 16. Jahrhunderts, in dem die Nonne und maestra di concerto Vittoria Raffaella Aleotti mit einem polierten Stab ihr Ensemble dirigiert.
Zur Barockzeit wurde in Deutschland gerolltes Notenpapier zum Dirigieren benutzt, wie auf Bildern der Zeit festgehalten wurde. In Frankreich wurden am Hof Ludwigs XIV. schwere, reich verzierte Stäbe verwendet, mit denen der Takt auf den Boden gestampft wurde. Jean-Baptiste Lully, Hofmusiker des „Sonnenkönigs“, verletzte sich 1687 bei der Aufführung einer Motette mit seinem Taktstock den Fuß so schwer, dass er einige Monate später an Wundbrand starb.

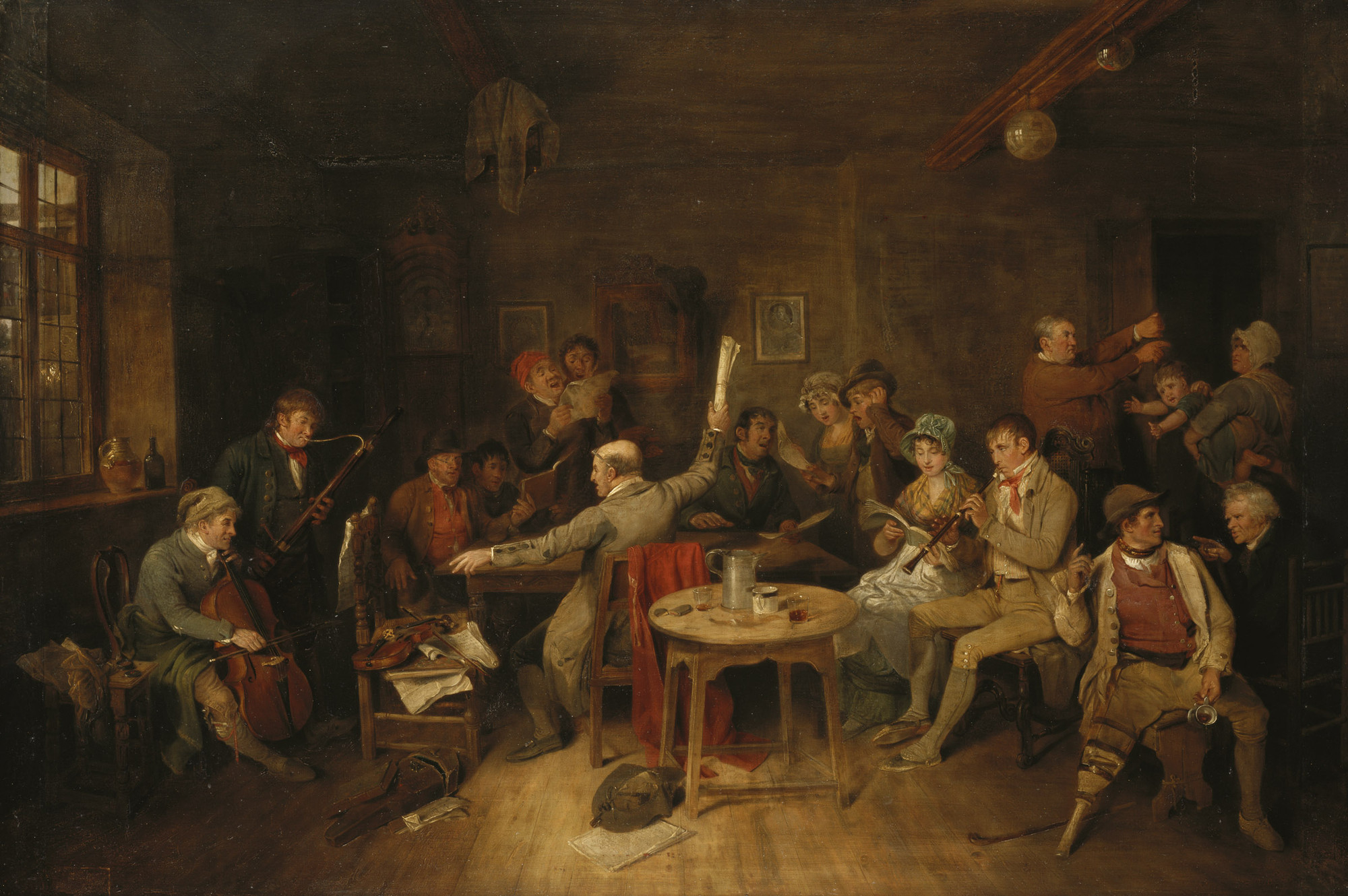
Musiker in einem englischen Dorf proben für den Gottesdienst, der Dirigent verwendet eine Notenrolle als „Taktstock“. Gemälde von Edward Bird (1810).
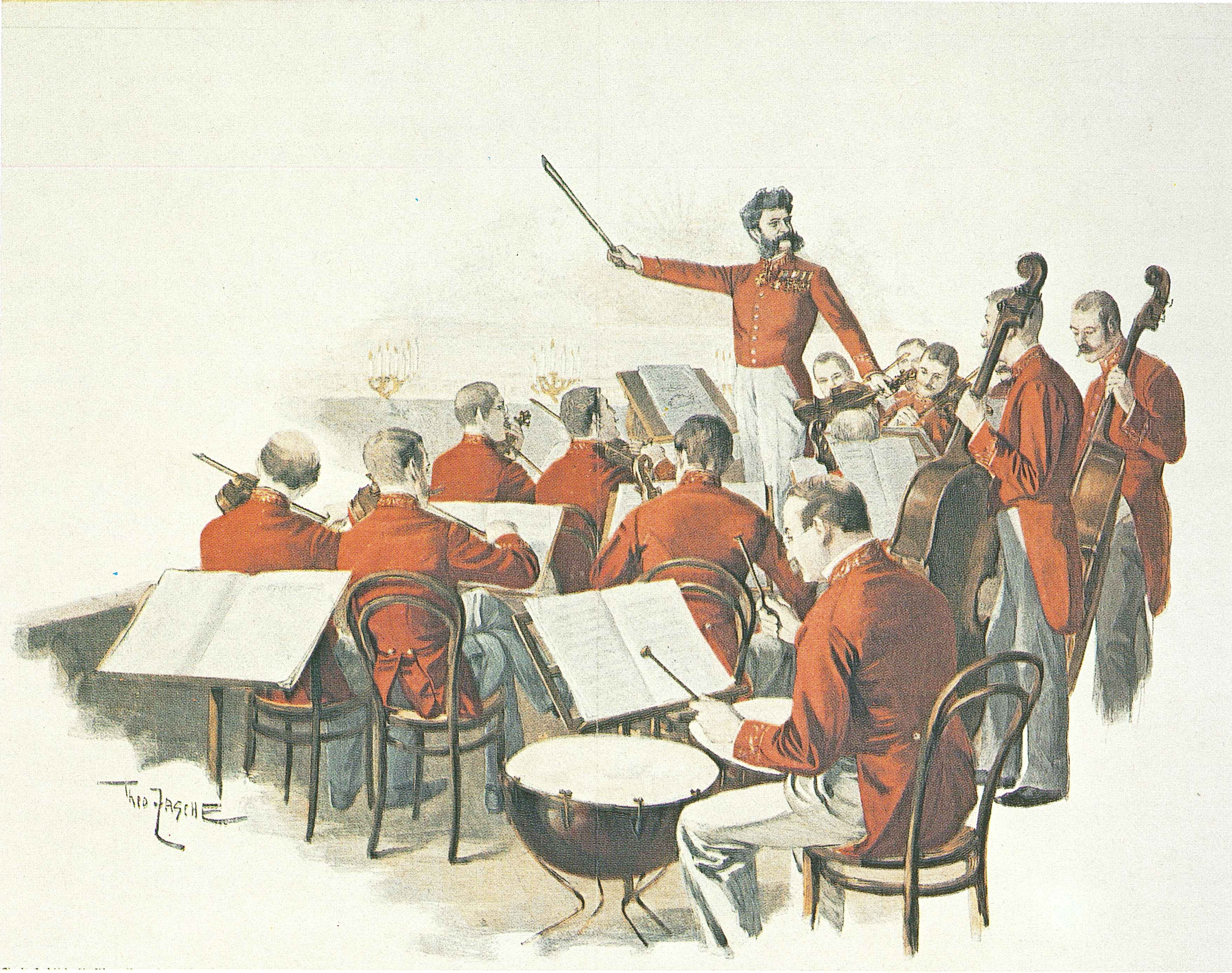
Johann Strauss dirigiert seine Hofball-Musiker mit seinem Geigenbogen (1888)

### Seit dem 19. Jahrhundert
In seiner heutigen Form kam der Taktstock im 19. Jahrhundert in der Zeit der Romantik auf, als die Aufgaben eines Dirigenten durch größer werdende Orchester und Chöre erweitert wurden. In Wien beispielsweise wurde der Taktstock erstmals 1812 vom Dirigenten Ignaz Franz von Mosel verwendet. Häufig waren die Entfernungen zwischen manchen Musizierenden und dem Dirigenten so groß, dass ein Utensil erforderlich wurde, das die Bewegungen des Dirigenten „vergrößert“ und „verdeutlicht“.
Die frühen Taktstöcke waren wesentlich schwerer als die heutigen. Laut dem Taktstock-Sammler Tadeusz Strugała waren so sie so schwer, dass man sie in der Mitte halten musste und dennoch nicht filigran dirigieren, sondern nur den Takt schlagen konnte. Weil die Dirigenten seinerzeit helle Anzüge trugen, waren die Taktstöcke damals schwarz und nur an den Enden weiß.
Längst ist der Taktstock über seine Funktion hinaus zum Symbol für den Dirigenten geworden.

## Trivia
- Waleri Gergijew hat oft nur mit einem Zahnstocher dirigiert. Auf Nachfrage erklärte er im Jahr 2015, es komme nicht darauf an, was man in den Händen hält. Er dirigiere momentan auch nicht mit einem Zahnstocher, sondern mit einem „kurzen Dirigierstab“.[11][12]
- René Jacobs dirigiert angeblich am liebsten mit einem Bleistift, wenn er nicht nur mit den Händen dirigiert. Er sagte dazu: „Ein Bleistift gefällt mir besser. Man kann damit schreiben. Und er ist kein Machtsymbol. Es ist nämlich ein sehr billiger Bleistift.“[13]
- Der polnische Dirigent Tadeusz Strugała hat eine Sammlung von Taktstöcken zusammengetragen. Im Jahr 2007 besaß er fast 70 Taktstöcke.[9]
- Pult und Taktstock war eine Fachzeitschrift für Dirigenten, die von 1924 bis 1930 in Wien publiziert wurde.
- Der Taktstock Richard Wagners ist der Titel eines Stummfilms aus dem Jahr 1918.
- Der Dokumentarfilm Der Taktstock (Bayerisches Fernsehen, 2010) behandelt die Kunst des Dirigierens. Herbert Feuerstein wirkte als Sprecher mit.[14]